# Монастирець (Самбірський район)
Монастире́ць — село в Україні, у Самбірському районі Львівської області. Населення становить 519 осіб (2021). Орган місцевого самоврядування — Ралівська сільська рада. У селі є храм Воздвиження Чесного Хреста (УГКЦ).
До 9 серпня 2015 року було центром Монастирецької сільської ради. Після її ліквідації приєднане до Вільшанської сільської громади.З 2020 року приєдналось до Ралівської сільської громади.

## Населення

### Мова
Розподіл населення за рідною мовою за даними перепису 2001 року:
| Мова       | Кількість | Відсоток |
| ---------- | --------- | -------- |
| українська | 646       | 100%     |